# 188 (число)
Вижте пояснителната страница за други значения на 188.
188 (сто осемдесет и осем) е естествено, цяло число, следващо 187 и предхождащо 189.
Сто осемдесет и осем с арабски цифри се записва „188“, а с римски цифри – „CLXXXVIII“. Числото 188 е съставено от три цифри от позиционните бройни системи – 1 (едно), 8 (осем).

## Общи сведения
- 188 е четно число.
- 188-ият ден от годината е 7 юли.
- 188 е година от Новата ера.